# IPP Open 2011
LIPP Open 2011 è stato un torneo professionistico di tennis maschile giocato sul cemento. È stata l'11ª edizione del torneo, facente parte dell'ATP Challenger Tour nell'ambito dell'ATP Challenger Tour 2011. Si è giocato a Helsinki in Finlandia dal 21 al 27 novembre 2011.

## Partecipanti

### Teste di serie
| Nazionalità | Giocatore        | Ranking* | Testa di serie |
| ----------- | ---------------- | -------- | -------------- |
| Uzbekistan  | Denis Istomin    | 72       | 1              |
| Finlandia   | Jarkko Nieminen  | 78       | 2              |
| Francia     | Adrian Mannarino | 82       | 3              |
| Australia   | Matthew Ebden    | 86       | 4              |
| Slovacchia  | Martin Kližan    | 90       | 5              |
| Slovacchia  | Karol Beck       | 96       | 6              |
| Germania    | Michael Berrer   | 106      | 7              |
| Francia     | Stéphane Robert  | 107      | 8              |

- 1 Ranking al 14 novembre 2011.

### Altri partecipanti
Giocatori che hanno ricevuto una wild card:
- Marko Đoković
- Harri Heliövaara
- Micke Kontinen
- Herkko Pöllänenè

Giocatori che hanno ricevuto uno special exempt per entrare nel tabellone principale:
- Frank Dancevic

Giocatori che sono passati dalle qualificazioni:
- Federico Delbonis
- Michail Elgin
- Andrej Martin
- Timo Nieminen
- Jan-Lennard Struff (lucky loser)
- Miša Zverev (lucky loser)

## Campioni

### Singolare
Daniel Brands ha battuto in finale  Matthias Bachinger con il punteggio di 7–6(2), 7–6(5)

### Doppio
Martin Emmrich /  Andreas Siljeström hanno battuto in finale  James Cerretani /  Michal Mertiňák con il punteggio di 6–4, 6–4